# Реміснича управа
Реміснича управа — виконавчий орган станового самоврядування, що створювався в Російській імперії на основі «Грамоты на права и выгоды городам Российской империи» 1785 (див. Жалувана грамота містам 1785), яка у своєму складі мала Ремісниче положення зі 117-ма статтями. Ремісники міст об'єднувалися в цехи на чолі зі старшиною і двома товаришами (заступниками). Щороку цехи вибирали ремісничого голову, якого, як і товаришів, на посаді схвалював магістрат і який разом із товаришами присягав на вірність службі. Із 1799 реміснича управа керувалася Цеховим статутом, згідно з яким, крім ремісничого голови, до складу управи входили чотири старшини (цехмістри або альтермани). 1852 внесені зміни й доповнення до зводу попередніх ремісничих постанов, а при виданні нового статуту про промисловість 1879 верховна влада залишила без змін цехову систему. Ремісничий голова брав участь у засіданнях органів міського управління з питань, що стосувалися ремісників, а також розглядав спірні питання, що виникали всередині цеху або між цехами. Реміснича управа засідала 3 рази на тиждень, з'ясовуючи адмінісьративні, фінансові і судові питання, зокрема випробовувала майстрів та видавала їм свідоцтва про майстерність, проводила рекрутські набори, штрафувала ремісників, розбирала їхні суперечки, карала учнів. Реміснича управа мала право звернутися до міської думи для запрошення в місто та видачі паспортів майстрових єврейського походження. Їй було доручено вести облік ремісників, приймати їх та виключати із цехів, схвалювати вивіски майстрів. Мала власну печатку з гербом міста. Утримувалася за рахунок цехів, звітувала про свою діяльність перед органами міського управління. Підпорядковувалася міському магістратові чи ратуші. У містечках Правобережної України з ліквідацією чинних норм магдебурзького права припиняли діяти польські закони про цеховий устрій і запроваджувалися російські закони. Починаючи з 1839, євреї отримали право обиратися ремісничими старшинами та їхніми товаришами. Управління євреями, які вступали до цехів, зосереджувалося в цеховій управі, що підпорядковувалася Р.у. і міській думі, магістрату або ратуші.
Із 2-ї половини 19 ст. ремісничі управи втрачали свій вплив. 1852 припинено діяльність цехів у містечках, а з 1880-х рр. ремісничі управи поступово припинили повноваження у більшості великих міст. На 1913 вони збереглися у 29 містах Російської імперії, у тому числі Києві, Кам'янці-Подільському, Миколаєві, Чернігові, виконуючи такі функції, як збір податків із ремісників, складання списків призовників та видача довідок на проживання при виїзді з міста. Утримували власним коштом богадільні та ремісничі школи.
Припинили свою діяльність внаслідок декрету про ліквідацію станів і цивільних чинів від 24 (11) листопада 1917.